# 國立現代美術館
國立現代美術館（：／ Gungnipyeondaemisulgwan，MMCA）是位於大韓民國的近、現代美術館，為韓國唯一一座國家美術館。 目前主要的展覽場館位處京畿道果川市，另有首爾德壽宮美術館作為分館。除部分特別展外，常設展覽免費供大眾參觀。

## 歷史
國立現代美術館1969年在首爾景福宮開館，1973年搬至德壽宮石造殿。 1986年，在果川市新建的美術館落成，包括約33,000平方公尺的戶外雕塑展示場。 1998年，國立現代美術館在德壽宮內設立了分館德壽宮美術館。2009年，宣布國立現代美術館首爾館的建設計畫，新館所在地為大韓民國國軍機務司令部舊址，位於景福宮東側，在2013年11月開幕，設有8間展示室、影像室及餐廳等，由建築師Mihn Hyun Jun設計。

## 外部連結
- 國立現代美術館（页面存档备份，存于）